# 头状短月藓
头状短月藓（学名：Brachymenium capitulatum）为真藓科短月藓属下的一个种。